# Ballettmusik aus der Oper "Ritter Pásmán"
Ballettmusik aus der Oper "Ritter Pásmán" är en komposition (utan opusnummer) av Johann Strauss den yngre. Den spelades första gången den 1 januari 1892 i Wien.

## Historia
Nyårsdagen 1892 hade Johann Strauss opera Ritter Pásmán premiär. Mottagandet blev kyligt och de flesta kritiker riktade in sig på operans "allvarliga textproblem men balettmusiken i akt III hyllades som "verkets kronjuvel". Musikkritikern Eduard Hanslick skrev i tidningen Neue Freie Presse den 3 januari 1892: 
"Vi måste särskilt prisa balettmusiken i tredje akten. Den är överlägset verkets kronjuvel. Ingen annan än Johann Strauss kunde ha skapat den! Även om han är på rätt spår från starten och framför allt är en 'absolut' musiker gillar han inte att vara bunden till orden, till texten. Med de första takterna av 'Pásmánbaletten' får han plötsligt luft under vingarna och med ungdomlig styrka och glädje stiger han upp i luften; libretto och poet försvinner från hans syn - 'nu är jag ensam mästare!'. Baletten börjar med en polka, dansad i slavonska bondekostymer. Musiken, bestående av tilltalande, spännande rytmer och fängslande orkestertoner, tillhör bland det vackraste av Strauss dansstycken. Efter detta följer en ytterst behaglig och delikat slöjdans i lättsam tretakt - en välkommen kontrast till den föregående polkan. Tempot stiger lite och utvecklas till en vals i F-Dur, ett dansstycke av perfekt förfining och poesi. Till och med efter polkan verkade applåderna aldrig ta slut och efter valsen bröt en veritabel storm ut. Men det blev bättre: en csárdás av energisk nationalkaraktär. Så som violinerna brinner, så som klarinetterna gråter, så som cymbalen klingar i orkestern! Den stegrande intensiteten i tempo, rytm och ljud som detta stycke sväller ut i är makalöst. Denna ojämförliga balettmusik skulle ensam kunna förvandla vilken opera som helt till en succé. Den väcker i mig en ofta ställd önskan: Strauss måste skriva en komplett balett. I dessa dagar är han den ende kompositör som skulle klara av det med gott resultat. Och med en lekfull lätt hand".
Ett år efter premiären av Ritter Pásmán skrev Strauss till sin förläggare Fritz Simrock den 27 januari 1891 att "baletten, som har blivit längre än vi ursprungligen hade tänkt, varar i över 20 minuter. Den innehåller en kort processionsmarsch - Polka - Ballabile - Vals - Csárdás". Efter att operan försvunnit från repertoaren gavs det få möjligheter att kunna lyssna till balettmusiken i konsertsalarna. Ett sådant tillfälle gavs den 14 oktober 1894 i Gyllene salen i Musikverein i Wien, då Wienerfilharmonikerna firade Strauss 50-årsjubileum som kompositör och dirigent med en konsert av valskungens musik.

## Om verket
Speltiden är ca 19 minuter och 14 sekunder plus minus några sekunder beroende på dirigentens musikaliska tolkning.

## Weblänkar
- Ballettmusik aus der Oper „Ritter Pásmán“ i Naxos-utgåvan.